# Барткив, Василий Павлович
Василий Павлович Барткив (укр. Василь Павлович Бартків; 30 марта 1967, село Расточки, Ивано-Франковская область) — украинский политик. Народный депутат Украины 4-го созыва. Член Украинской Народной партии. Председатель Сумской областной организации УНП (с августа 2004).

## Образование
Украинская государственная юридическая академия (1988-1993), юрист. Львовский региональный институт Украинской Академии государственного управления при Президенте Украины (2000-2003), магистр государственного управления. Кандидат юридических наук.

## Карьера
Родился в многодетной крестьянской семье.
- 1985—1987 — служба в армии.
- 1988—1993 — студент украинской государственной юридической академии.
- Октябрь 1993 — август 1994 — юрисконсульт, 1994 — октябрь 1997 — начальник юридического отдела специализированного сельскохозяйственного предприятия «Агропостач».
- Август 1995 — март 1997 — ассистент кафедры гражданского права Национальной Юридической академии Украины имени Ярослава Мудрого.
- С октября 1997 — директор, 1999 — март 2000 — председатель совета директоров ООО «Торговый дом Колос».
- С октября 2001 — заместитель председателя правления по правовому обеспечению ОАО «Полтаванафтопродукт».
- 2002-2006 — народный депутат Украины.
- 2006-2008 — частный предприниматель.
- 2008-2009 — директор департамента государственных закупок и ресурсного обеспечения Министерства обороны Украины.
- С 2009 года — частный предприниматель.

## Парламентская деятельность
Народный депутат Украины 4-го созыва с 14 мая 2002 до 25 мая 2006 от Блока Виктора Ющенко" Наша Украина", № 56 в списке. На время выборов: заместитель председателя правления ОАО «Полтаванафтопродукт», член УНП. Член фракции «Наша Украина» (май — декабрь 2002 г.), внефракционный (декабрь 2002 — апрель 2005), член фракции УНП (с апреля 2005). Член комитета по топливно-энергетическому комплексу, ядерной политике и ядерной безопасности (с июня 2002 г.).
Доверенное лицо кандидата на пост Президента Украины Виктора Ющенко в ТВО № 161 (2004-2005).
Март 2006 — кандидат в народные депутаты Украины от Украинского народного блока Костенко и Плюща, № 12 в списке. На время выборов: народный депутат Украины, член УНП.

## Награды
- Заслуженный юрист Украины (август 2003)[1].
- Грамота Верховной Рады Украины (За заслуги перед украинским народом, апрель 2004).
- Орден Святого равноапостольного князя Владимира Великого III степени (2005).
- Почетная Грамота Верховной Рады Украины (за особые заслуги перед украинским народом, апрель 2006).